# Platyptilia
Platyptilia ist eine weit verbreitete Gattung aus der Familie der Federmotten (Pterophoridae).

## Merkmale
Das Diskaldreieck auf den Vorderflügeln ist bei den meisten Arten gut entwickelt. Auf den Vorderflügeln ist die Ader R1 vorhanden, auf dem dritten Flügellappen befindet sich mittig platziert ein sogenannter Schuppenzahn.

## Verbreitung
Die Vertreter der Gattung Platyptilia  sind in der Holarktis, in Südamerika sowie in der afrotropischen und indoaustralischen Region beheimatet.

## Lebensweise
Die Raupen leben an Korbblütlern (Asteraceae).

## Systematik
Die Typusart der Gattung Platyptilia ist Platyptilia gonodactyla [Denis & Schiffermüller], 1775. Von den weltweit über 100 bekannten Arten kommen sieben auch in Europa vor.
- Platyptilia ainonis Matsumura, 1931
- Platyptilia albicans Fish, 1881
- Platyptilia amphiloga Meyrick, 1909
- Platyptilia anniei Gielis, 1997
- Platyptilia archimedon Meyrick, 1938
- Platyptilia ardua McDunnough, 1927
- Platyptilia arsenica Meyrick, 1921
- Platyptilia benitensis Strand, 1912
- Platyptilia bullifera Meyrick, 1918
- Platyptilia cacaliae Fletcher, 1920
- Platyptilia calamicola Meyrick, 1937
- Platyptilia calodactyla (Denis & Schiffermüller, 1775) Europa
- Platyptilia campsiptera Meyrick, 1907
- Platyptilia carduidactyla (Riley, 1869)
- Platyptilia celidotus (Meyrick, 1884)
- Platyptilia censoria Meyrick, 1910
- Platyptilia chalcogastra Meyrick, 1921
- Platyptilia charadrias Meyrick, 1884
- Platyptilia chondrodactyla Caradja, 1920
- Platyptilia chosokeiella Strand, 1922
- Platyptilia citropleura Meyrick, 1908
- Platyptilia claripicta Fletcher, 1910
- Platyptilia comorensis Gibeaux, 1994
- Platyptilia comstocki Lange, 1939
- Platyptilia corniculata Meyrick, 1913
- Platyptilia cretalis (Meyrick, 1908)
- Platyptilia daemonica Meyrick, 1932
- Platyptilia davisi Gielis, 1991
- Platyptilia dimorpha Fletcher, 1910
- Platyptilia dschambija Arenberger, 1999
- Platyptilia eberti Gielis, 2003
- Platyptilia emissalis Walker, 1864
- Platyptilia empedota Meyrick, 1908
- Platyptilia enargota Durrant, 1915
- Platyptilia euctimena Turner, 1913
- Platyptilia euridactyla Zagulajev & Filippova, 1976
- Platyptilia exaltatus (Zeller, 1867)
- Platyptilia farfarellus Zeller, 1867 Europa
- Platyptilia fulva Bigot, 1964
- Platyptilia gandaki Gielis, 1999
- Platyptilia gentiliae Gielis, 1991
- Platyptilia gondarensis Gibeaux, 1994
- Platyptilia gonodactyla (Denis & Schiffermüller, 1775) Europa
- Platyptilia gravior Meyrick, 1932
- Platyptilia grisea Gibeaux, 1994
- Platyptilia hokowhitalis Hudson, 1936
- Platyptilia humida Meyrick, 1920
- Platyptilia iberica Rebel, 1935 Europa
- Platyptilia ignifera Meyrick, 1908
- Platyptilia implacata Meyrick, 1932
- Platyptilia infesta Meyrick, 1934
- Platyptilia interpres Meyrick, 1922
- Platyptilia isocrates Meynck, 1924
- Platyptilia isodactylus (Zeller, 1852) Europa
- Platyptilia isoterma Meyrick, 1908
- Platyptilia johnstoni Lange, 1940
- Platyptilia jonesi Gielis, 1996
- Platyptilia juanvinas Gielis, 1999
- Platyptilia locharcha Meyrick, 1924
- Platyptilia longiloba Gibeaux, 1997
- Platyptilia lusi Ustjuzhanin, 1996
- Platyptilia maligna Meyrick, 1913
- Platyptilia melitroctis Meyrick, 1924
- Platyptilia molopias Meyrick, 1906
- Platyptilia monotrigona Diakonoff, 1952
- Platyptilia montana Yano, 1963
- Platyptilia morophaea Meyrick, 1920
- Platyptilia naminga Ustjuzhanin, 1996
- Platyptilia nemoralis Zeller, 1841 Europa
- Platyptilia nussi Gielis, 2003
- Platyptilia odiosa Meyrick, 1924
- Platyptilia onias Meyrick, 1916
- Platyptilia patriarcha Meyrick, 1912
- Platyptilia pauliani Gibeaux, 1994
- Platyptilia percnodactylus Walsingham, 1880
- Platyptilia periacta Meyrick, 1910
- Platyptilia petila Yano, 1963
- Platyptilia peyrierasi Gibeaux, 1994
- Platyptilia phanerozona Diakonoff, 1952
- Platyptilia picta Meynck, 1913
- Platyptilia postbarbata Meyrick, 1938
- Platyptilia profunda Yano, 1963
- Platyptilia pseudofulva Gibeaux, 1994
- Platyptilia pulverulenta Philpott, 1923
- Platyptilia pygmaeana Strand, 1912
- Platyptilia resoluta Meyrick, 1937
- Platyptilia rhyncholoba Meyrick, 1924
- Platyptilia sabius (Felder & Rogenhofer, 1875)
- Platyptilia sciophaea Meyrick, 1920
- Platyptilia sedata Meyrick, 1932
- Platyptilia sogai Gibeaux, 1994
- Platyptilia strictiformis Meyrick, 1932
- Platyptilia suigensis Matsumura, 1931
- Platyptilia superscandens Fletcher, 1940
- Platyptilia tesseradactyla (Linnaeus, 1761) Europa
- Platyptilia thiosoma Meyrick, 1920
- Platyptilia thyellopa Meyrick, 1926
- Platyptilia toxochorda Meyrick, 1934
- Platyptilia triphracta Meyrick, 1932
- Platyptilia umbrigeralis (Walker, 1864)
- Platyptilia ussuriensis Caradja, 1920
- Platyptilia vilema B. Landry, 1993
- Platyptilia vinsoni Gibeaux, 1994
- Platyptilia violacea Gibeaux, 1994
- Platyptilia washburnensis McDunnough, 1929
- Platyptilia williamsii Grinnell, 1908

### Synonyme
In der Literatur wurde die Gattung unter den folgenden Synonymen beschrieben:
- Plaryptilus Eller, 1841
- Fredericina Tutt, 1905